# Obsessed (film uit 2009)
Obsessed is een Amerikaanse dramafilm uit 2009 met in de hoofdrol Beyonce. De film ontving slechte recensies. Beyonce en Ali Larter waren genomineerd voor twee Razzies voor hun rollen in de film. De film won ook een MTV Movie Award voor beste gevecht.

## Plot
Succesrijke zakenman Derek Charles heeft werkelijk alles: een liefhebbende vrouw, Sharon, een zoon en een mooi huis in LA. Het leven lacht hem toe. Maar dan neemt zijn bedrijf een bevallige nieuwe interim, Lisa, in dienst. Na een uit de hand gelopen bedrijfsfeestje gaat Lisa zich steeds vreemder gedragen en brengt ze Dereks carrière, huwelijk en zelfs Sharons leven in gevaar.

## Rolverdeling
- Beyoncé – Sharon Charles
- Idris Elba – Derek Charles
- Ali Larter – Lisa Sheridan
- Christine Lahti – Detective Monica Reese
- Scout Taylor-Compton – Samantha
- Jerry O'Connell – Ben